# 108P/Ciffréo
108P/Ciffréo est une comète périodique découverte par Jacqueline Ciffréo le 8 novembre 1985 sur des clichés de la comète de Halley pris avec le télescope de Schmidt de Caussols. 
Le retour suivant a été retrouvé par James V. Scotti le 24 septembre 1992 (passage au périhélie le 23 janvier 1993). Tsutomu Seki l'a identifiée un peu plus tard sur des photographies prises quelques jours avant la redécouverte par Scotti. Au passage suivant, la comète a été retrouvée le 10 novembre 1999 et observée ensuite jusqu'en décembre 2000. 
Elle a été retrouvée le 24 juillet 2007, après son passage au périhélie (le 18 juillet), par Ernesto Guido et Giovanni Sostero (Observatoire RAS à Mayhill, Nouveau-Mexique aux États-Unis) et confirmée par l'équipe de l'observatoire astronomique national bulgare Rozhen le 3 août 2007. Le diamètre de son noyau est estimé à 3,2 km.
En janvier 2022, un fragment a priori détaché de la comète est détecté.